# Modra Stena
Modra Stena (cyr. Модра Стена) – wieś w Serbii, w okręgu pirockim, w gminie Babušnica. W 2011 roku liczyła 181 mieszkańców.